# X!NK
X!NK est un groupe belge de punk rock. Le groupe comprend deux frères de deux familles différentes : Jonas et Niels Meukens, et Thomas et Philip Valkiers. Jonas est chanteur et second guitariste, et son frère Niels le batteur. Philip joue de la basse et Thomas de la guitare et occasionnellement du clavier. 
Leur carrière s'envole après avoir participé au Eurosong for Kids 2003, et s'être classé sixième du Concours Eurovision de la chanson junior la même année. Le groupe est aussi sujet de quelques comic books de Mario Boon depuis le studio Dupuis,.

## Historique
Pendant les qualifications du Concours Eurovision de la chanson junior en Belgique, X!NK concourt face à neuf autres concurrents : Laura, Martijn, Remi, Kia, Jelly Pie, Simon MC, et les sœurs jumelles Tonya et Charlotte. X!NK remporte la première place, et Tonya la seconde. 
Le groupe représentera la Belgique à son premier concours le 15 novembre 2003 avec la chanson De Vriendschapsband. La chanson, qu'ils écrits eux-mêmes, parle de l'origine du groupe et de leur amitié. Sur 16 concurrents, ils terminent sixième avec 83 points à la finale de Copenhague, au Danemark. La première place sera pour place représentant la Croatie. Comme pour d'autres concurrents le groupe entre en studio aux côtés d'un producteur professionnel, comme c'est le cas avec Paul Despiegelaere.
X!NK lance un second single, intitulé Oh-Ho, au début de 2004. Plus tard dans l'année sort leur premier album studio, qui comprend douze chansons. Il est certifié disque d'or en Flandres. X!NK jouera souvent dans des festivals de rock belges comme le Marktrock. En 2004, ils publient la chanson Laat Me Vrij qui sera la bande originale du film Garfield dans les cinémas flamands. Pour la suite de L'Âge de glace, L'Âge de glace 2, ils participent à la bande originale du film, intitulée De Andere Kant. Le chanteur Jonas fera la voix en néerlandais de Jimmy dans le film.
Leur deuxième album, Vergif, est publié le 30 septembre 2005. Ils joueront aussi à l'événement Big 0110 en Belgique. Niels et Thomas joueront par la suite pour un autre groupe appelé The Crackups

## Membres
- Jonas Meukens (né le 15 décembre 1989) - chant, guitare
- Niels Meukens (né le 12 mai 1992) - batterie
- Thomas Valkiers (né le 7 septembre 1991) - guitare
- Philip Valkiers (né le 19 juin 1993) - basse